# Voires
Voires é uma comuna francesa na região administrativa de Borgonha-Franco-Condado, no departamento de Doubs. Estende-se por uma área de 4,88 km². Em 2010 a comuna tinha 86 habitantes (densidade: 17,6 hab./km²).